# Edwin Nievergelt
Edwin Nievergelt (* 11. Dezember 1917 in Winterthur; † 3. Dezember 2010 ebenda) war ein Schweizer Musikwissenschafter, Organist und Kantor. Sein Schaffen umfasste vielfältige Tätigkeiten im Bereich der Kirchenmusik der reformierten Landeskirche des Kantons Zürich.

## Leben
Edwin Nievergelt wuchs in Winterthur-Veltheim auf und besuchte das Gymnasium Rychenberg. An der Universität Zürich studierte er bei Karl Matthaei Musikwissenschaften und promovierte zum Dr. phil. Zusammen mit Hannes Reimann führte er ab 1948 die Jugendsingwochen durch, aus denen später die Engadiner Kantorei entstand. 1956 gehörte er zu den Initiatoren des Kulturzentrums und Hotels Laudinella in St. Moritz, in dem von 1960 bis 1998 alljährlich die Jugendsinglager durchgeführt wurden. 
1978 trat er als künstlerischer Leiter der «Engadiner Kantorei» zurück und widmete sich verstärkt der bereits 1971 gegründeten Arbeitsgemeinschaft Neues Singen in der Kirche und zusammen mit Markus Jenny und Robert Tobler dem ökumenischen Jugendgesangsbuch Kumbaya. Überdies war er als Organist in der Kirche St. Arbogast in Oberwinterthur und in Kirchgemeinden in der Region Winterthur tätig.
Im Evangelischen Gesangbuch (EG) steht das von Nievergelt verfasste Mittags- und Tischlied "Herr, gib uns unser täglich Brot" unter Nummer 464.